# Astragalus ortholobus
Astragalus ortholobus är en ärtväxtart som beskrevs av Aleksandr Andrejevitj Bunge. Astragalus ortholobus ingår i släktet vedlar, och familjen ärtväxter. Inga underarter finns listade i Catalogue of Life.